# クマワラビ
クマワラビ Dryopteris lacera (Thunb.) は、オシダ科のシダ植物の1つ。胞子嚢群は葉の先端付近にだけ生じ、その部分の羽片は特に小さくなっている。

## 特徴
常緑性の多年生草本。根茎は太くて短く、直立して多数の葉を束に生じ、鱗片がある。葉柄は長さ25cmまで、葉全体で見ると短めである。葉柄には鱗片が密に着く。鱗片は褐色から赤褐色で、大きいものでは長さ2cm、卵状長楕円形から線状披針形で膜質。鱗片は葉柄上部から葉身部の軸にまで広がるが、上にあるものほど小さくて幅が狭く、色は濃くなる。
葉身は2回羽状複葉になり、基部に近い羽片がやや短くて、全体としては楕円形から長楕円形、長さは30-60cm、幅は20-30cm。羽片には部分的な2形がある。基部側の羽片には胞子嚢を生じず、大きい。先端側の一部の羽片は胞子嚢群を生じ、それ以下の羽片より明らかに小さい。
胞子嚢をつけない羽片は3-10対、全形は長楕円状披針形で先端は細く突き出し、基部には短い柄がある。裂片は披針形から長楕円状披針形で、幅は5-8mmで先端は尖るか、長く突き出して尖る。下部の羽片では裂片は互いに離れ、その基部は前後に膨らんで耳状になり、その縁には小さな鋸歯がある。葉は厚めの草質からほぼ革質までで、黄緑色。葉の表面は葉脈の上がくぼんで小さな溝となる。
胞子嚢をつける羽片は一回り小さく先端近くのものはより小さい。裏面は一面に胞子嚢が着く。苞膜は腎臓形で縁は滑らか。
胞子を散らせると、この部分の羽片は他の部分よりも早く枯れ、巻き込んだ後に脱落する。
和名は熊蕨で、葉柄の基部に鱗片が密生する様を熊の毛深い様になぞらえたものである。

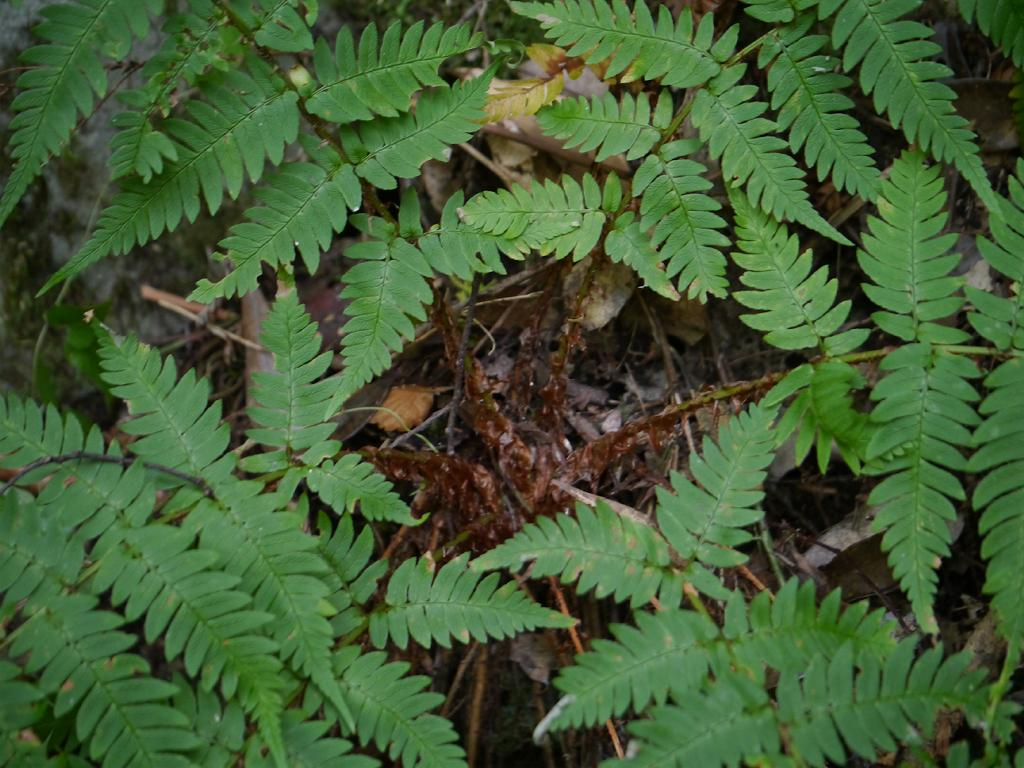
葉の基部
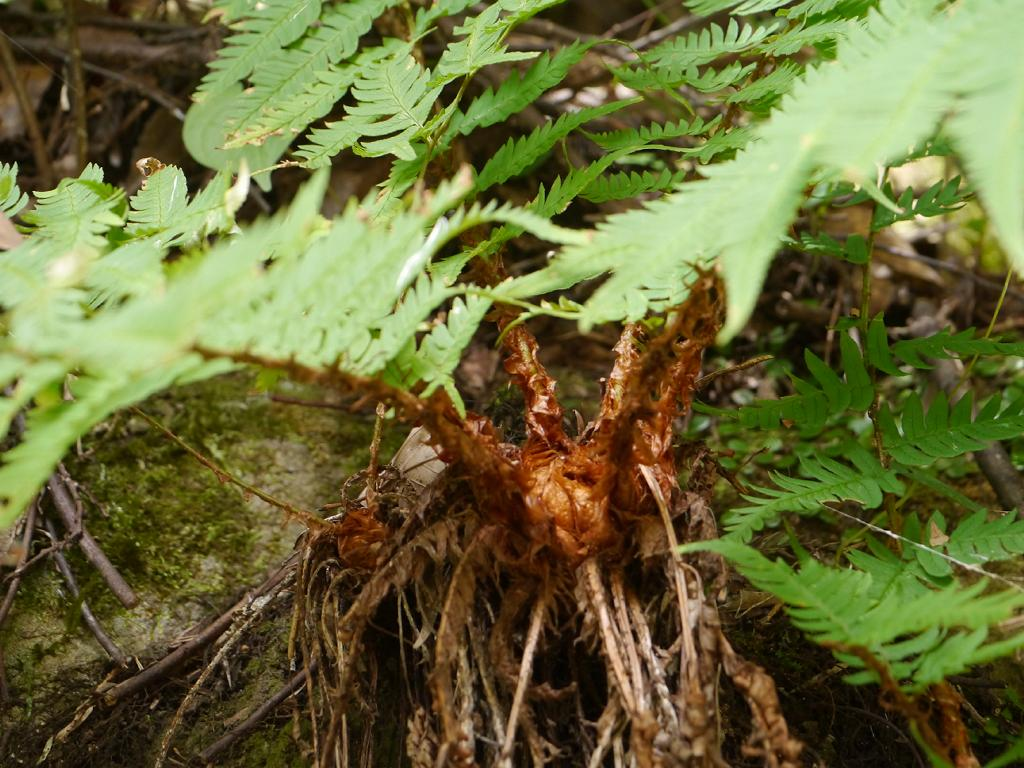
葉柄が鱗片に覆われてる
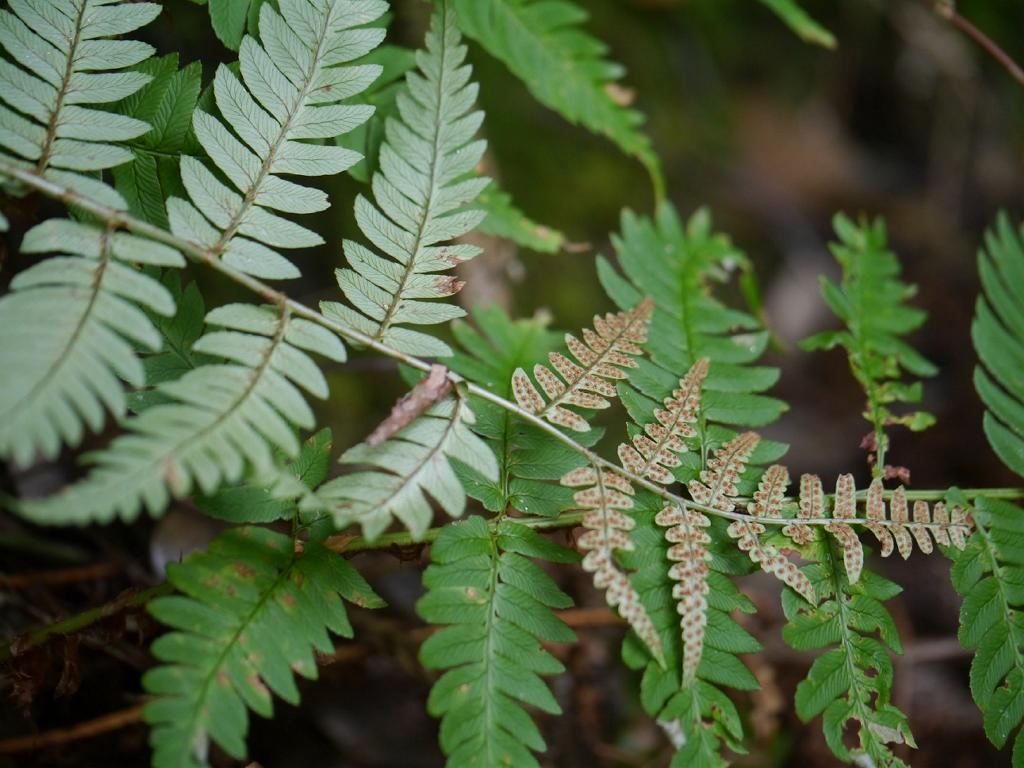
先端部の葉裏・胞子嚢群を示す

## 類似種など
葉の先端部にだけ胞子嚢群がつき、しかもその部分の羽片がはっきりと小さいという特徴が非常に目を引くため、判別はごく容易である。池田(2006)は『同定のための解説は不要なほど』とさえ記している。
よく似たものにオクマワラビ D. uniformis があり、全体によく似ているが、胞子嚢群の着く羽片が葉の前半部と広く、またその部分の羽片が小さくなっていない点ではっきり区別できる。小羽片の先端が丸く、また鱗片が細くて暗褐色であるなど、細部にも差がある。この種は本種よりやや人里よりに出現するとも。
この種と本種との雑種はアイノコクマワラビといい、葉全体の形や明るい鱗片の色はクマワラビに、上半部に胞子嚢群を持ち、その部分の羽片が小さくならない点でオクマワラビに似る。ただし田川(1959)はこれをオクマワラビの1型であろうとしている。